# Baksa (Nepal)
Baksa (nep. बाक्सा) – gaun wikas samiti we wschodniej części Nepalu w strefie Sagarmatha w dystrykcie Okhaldhunga. Według nepalskiego spisu powszechnego z 2001 roku liczył on 509 gospodarstw domowych i 2848 mieszkańców (1445 kobiet i 1403 mężczyzn).